# Coea cadmus
Coea cadmus är en fjärilsart som beskrevs av Pieter Cramer 1775. Coea cadmus ingår i släktet Coea och familjen praktfjärilar. Inga underarter finns listade i Catalogue of Life.